# さんすう2ねん
『さんすう2ねん』（さんすうにねん）は、1961年4月10日から1964年3月18日までNHK教育テレビジョンで放送されていた小学校2年生向けの学校放送（教科：算数）である。

## 放送時間
いずれも日本標準時。
| 期間                          | 放送時間             |
| ----------------------------- | -------------------- |
| 1961年4月10日 - 1962年3月5日  | 月曜日 10:00 - 10:20 |
| 1962年4月11日 - 1964年3月18日 | 水曜日 10:20 - 10:40 |

## 出演者
- 前田京子
- 本田敏子